# I’m Coming
I'm Coming – drugi studyjny album francuskiej grupy Jack the Ripper wydany 17 marca 2003.

## Lista utworów
Teksty: A.Mazurel/Jack the Ripper
| Nr  | Tytuł                        | Długość |
| --- | ---------------------------- | ------- |
| 1.  | La Femelle du Requin         | 7:09    |
| 2.  | Escape                       | 5:09    |
| 3.  | The Astronaut of her Majesty | 4:04    |
| 4.  | A Portraits' Gallery         | 3:32    |
| 5.  | Martha                       | 3:19    |
| 6.  | Feral Buddleia               | 5:18    |
| 7.  | Hamlet Song                  | 5:17    |
| 8.  | Her Ghost                    | 4:20    |
| 9.  | Waltz, for My Girlfriend Joe | 3:11    |
| 10. | Bad Lover                    | 3:02    |
| 11. | Party In Downtown            | 4:46    |
| 12. | So                           | 4:49    |